# Тонка принцеса (фільм, 1915)
Тонка принцеса (англ. The Slim Princess) — американська кінокомедія режисера Е. Х. Келверта 1915 року.

## У ролях
- Френсіс К. Бушмен — Александр Х. Пайк
- Рут Стоунхаус — принцеса Калора
- Воллес Бірі — Попов
- Гаррі Данкінсон — граф Селім Малагаскі
- Терца Бей — принцеса Дженека
- Брайант Вошберн — Равлі Плумстон
- Лестер Кунео — Колдо